# General Villegas
General Villegas è una città dell'Argentina, capoluogo dell'omonimo partido nella provincia di Buenos Aires.

## Toponimia
La cittadina è intitolata al generale argentino Conrado Villegas, protagonista della conquista del deserto e fondatore della città di Trenque Lauquen.

## Storia
In seguito alla conquista del deserto lanciata dal presidente Julio Argentino Roca, la zona dove sorge l'odierna città venne definitivamente strappata al controllo dei nativi. Successivamente la gestione e la vendita delle terre fu duramente contesa tra i governi delle province di Buenos Aires, Córdoba e Santa Fe. 
Il 28 luglio 1886 fu istituito il partido di General Villegas e come capoluogo del distretto fu scelta, il 21 marzo di due anni dopo, la località di Los Arbolitos. Con una risoluzione del governatore provinciale del 19 gennaio 1891 fu decretato il trasferimento del centro amministrativo, e del toponimo, al villaggio di Colonia Massey. L'8 agosto 1896 fu annullata la decisione governativa presa cinque anni prima, riassegnando lo status di capoluogo ed il toponimo di General Villegas a Los Arbolitos. Il 1º novembre 1896 la località fu raggiunta dalla ferrovia dell'Ovest di Buenos Aires.

## Cultura

### Istruzione

#### Musei
- Museo Storico Regionale
- Museo Carlos Alonso

## Infrastrutture e trasporti
General Villegas è il principale snodo stradale del nord-ovest della provincia di Buenos Aires, in quanto situata all'intersezione tra la strada nazionale 188, che unisce il porto di San Nicolás de los Arroyos con le province dell'interno, e la strada nazionale 33 Rosario-Bahía Blanca.
Dalla città si origina anche la strada nazionale 226 che attraversa tutta la provincia di Buenos Aires sino a giungere alla città costiera di Mar del Plata.

## Amministrazione

### Gemellaggi
- Cuernavaca